# Creede
Creede is een plaats (town) in de San Juan Mountains in de Amerikaanse staat Colorado, en valt bestuurlijk gezien onder Mineral County.

## Demografie
Bij de volkstelling in 2000 werd het aantal inwoners vastgesteld op 377.
In 2006 is het aantal inwoners door het United States Census Bureau geschat op 409, een stijging van 32 (8,5%).

## Geografie
Volgens het United States Census Bureau beslaat de plaats een oppervlakte van
1,6 km², geheel bestaande uit land. Creede ligt op ongeveer 2713 m boven zeeniveau.

## Plaatsen in de nabije omgeving
De onderstaande figuur toont nabijgelegen plaatsen in een straal van 72 km rond Creede.